# Заварыкин, Иван Александрович
Иван Александрович Заварыкин (23 октября 1916 года — 21 февраля 1945 года) — участник Великой Отечественной войны, помощник командира по воздушно-стрелковой службе 806-го штурмового авиационного полка 206-й штурмовой авиационной дивизии 7-го штурмового авиационного корпуса 8-й воздушной армии 4-го Украинского фронта, Герой Советского Союза (1944), капитан.

## Биография
Заварыкин Иван Александрович родился 23 октября 1916 года в селе Старый Кувак ныне Лениногорского района Республики Татарстан в семье крестьянина. Русский.
Образование среднее. С 1936 года в Советской Армии. В 1938 году окончил Энгельсское военное авиационное училище.
С началом Великой Отечественной войны на фронте. Член ВКП(б) с 1943 года.
Помощник командира по воздушно-стрелковой службе 806-го штурмового авиационного полка 206-й штурмовой авиационной дивизии 7-го штурмового авиационного корпуса 8-й воздушной армии 4-го Украинского фронта капитан Заварыкин к ноябрю 1943 года совершил 104 боевых вылета, сжёг 40 танков и около 130 автомашин, подавил огонь 20 артиллерийских батарей, вывел из строя 7 самолётов на аэродромах и другую боевую технику противника. Звание Героя Советского Союза ему присвоено 13 апреля 1944 года (в наградном листе фамилия указана Заварикин). Награждён орденом Ленина, двумя орденами Красного Знамени, медалями.
Погиб при выполнении боевого задания 21 февраля 1945 года.
Похоронен на воинском кладбище в городе Мажейкяй в Литве.

## Память
- Обелиски в с. Старый Кувак и Аллее Героев г. Лениногорске.
- В городе Лениногорске имя Героя носит одна из улиц.